# Coppa Caivano
La Coppa Caivano est une course cycliste italienne qui se déroule au printemps à Caivano, commune de la ville métropolitaine de Naples en Campanie. Depuis 2016, elle est réservée à la catégorie féminine élites / juniors. 
La société organisatrice de l'épreuve est l'US Boys Caivanese, également présente dans le football.

## Histoire
La création de la Coppa Caivano remonte à 1910. Les premières éditions ont été organisées pour des cyclistes indépendants, puis au cours des années 1920, elle a gagné en importance et a été incluse dans les épreuves du championnat d'Italie, initialement pour la catégorie "Juniors Professionnels", plus tard aussi pour la catégorie maximale quand, en 1930, Learco Guerra remporte sa première chemise tricolore.
Elle a ensuite progressivement perdu de son importance et est resté réservée à la catégorie amateur d'abord puis à l'Elite / Moins de 23 ans. En 2008, elle a également été inscrit dans le calendrier de l'UCI Europe Tour en catégorie 1.2. La Coupe a été remportée par de nombreux coureurs qui sont ensuite passés dans les rangs professionnels, tels que Maurizio Fondriest, Giuliano Figueras, Pasquale Muto et Bernardo Riccio ces derniers temps. De 2012 à 2014, la course a été réservée aux juniors (moins de 19 ans), et en 2015 aux étudiants (moins de 17 ans).
Depuis 2016, la Coppa Caivano est associée à la dernière étape (départ et arrivée à Caivano) du Giro della Campania Rosa, la course nationale féminine ouverte, c'est-à-dire ouverte à l'élite et au junior. La numérotation progressive des éditions est néanmoins maintenue.

## Palmarès
| Année     | Vainqueur             | Deuxième                 | Troisième            |
| --------- | --------------------- | ------------------------ | -------------------- |
| 1910      | G. Gargulio           |                          |                      |
| 1911      | G. Panebianco         |                          |                      |
| 1912      | E. Ascione            |                          |                      |
| 1913      | E. Ciacco             |                          |                      |
| 1914      | Giacchino Tatta       |                          |                      |
| 1915      | A. Tipaldi            |                          |                      |
| 1916-1919 | pas de course         | pas de course            | pas de course        |
| 1920      | Ferdinando Di Gennaro |                          |                      |
| 1921      | Angiolo Marchi (it)   |                          |                      |
| 1922      | Ugo Ruggeri (it)      |                          |                      |
| 1923      | Nello Ciaccheri (it)  | Ottavio Bottecchia       | Vitaliano Lugli (it) |
| 1924      | Guido Messeri (it)    | Nello Ciaccheri (it)     | Angiolo Gabrielli    |
| 1925      | Ezio Cortesia (it)    |                          |                      |
| 1926      | Alberto Temponi (it)  |                          |                      |
| 1927      | Mario Lusiani         |                          | Allegro Grandi       |
| 1928      | Lorenzo Leoni         |                          |                      |
| 1929      | Giovanni Averardi     |                          |                      |
| 1930      | Learco Guerra         |                          | Allegro Grandi       |
| 1931      | Attilio Morbiato      | Colombo Neri (it)        | Adolfo Bordoni (it)  |
| 1932      | Alessandro Luchetti   |                          |                      |
| 1933      | Pasquale Carbone      |                          |                      |
| 1934      | Glauco Servadei       | Nello Taddei             | Aldo Bacchetti       |
| 1935      | Pietro Chiappini      | Vincenzo Milano (it)     | Mario Gentili        |
| 1936      | Alessandro Luchetti   |                          |                      |
| 1937-1938 | pas de course         | pas de course            | pas de course        |
| 1939      | Antonio Buriani       | Marcello Spadolini       | Mario Fazio          |
| 1940-1945 | pas de course         | pas de course            | pas de course        |
| 1946      | Antonio D'Amore       | Raffaele Abbate          | Vincenzo Fausto      |
| 1947      | Carmine Montuori      | Vincenzo Fausto          | Nello Sforacchi      |
| 1948      | Danilo Barozzi        |                          |                      |
| 1949      | Adolfo Grosso         |                          |                      |
| 1950      | Arrigo Padovan        | Nedo Rossi               | Arcangelo Bove       |
| 1951      | Attilio Borrello      |                          |                      |
| 1952      | Luciano Ciancola      | Luigi Mastroianni        | Gaetano Grimaldi     |
| 1953      | Salvatore Tarantino   |                          |                      |
| 1954      | Tito Bianchi          | Franco Bertini           | Antonio Volpe        |
| 1955      | Ercole Boccalero      |                          |                      |
| 1956      | Michele Tufano        |                          |                      |
| 1957      | Nedo Fagni (it)       |                          |                      |
| 1958      | Remo Tamagni          |                          |                      |
| 1959      | Pietro Susta          | Carlo Brugnami           | Renato Campi         |
| 1960      | T. Carbella           |                          |                      |
| 1961      | Anacleto Loffredo     |                          |                      |
| 1962      | V. Caccato            |                          |                      |
| 1963-1976 | pas de course         | pas de course            | pas de course        |
| 1977      | Maurizio Rossi        |                          |                      |
| 1978      | Renato Pastore        |                          |                      |
| 1979      | Tonino Ciarrocca      |                          |                      |
| 1980      | Mauro Longo           |                          |                      |
| 1981      | C. Colla              |                          |                      |
| 1982      | Luigi Ferrari         |                          |                      |
| 1983      | Marco Del Pup         |                          |                      |
| 1984      | Franco Pica           |                          |                      |
| 1985      | Eros Poli             |                          |                      |
| 1986      | Enrico Pezzetti       |                          |                      |
| 1987      | Antonio Mazzon        |                          |                      |
| 1988      | Tonino Vittigli       |                          |                      |
| 1989      | Tonino Vittigli       |                          |                      |
| 1990      | Maurizio Molinari     |                          |                      |
| 1991      | Alberto Destro        |                          |                      |
| 1992      | Alexander Gontchenkov |                          |                      |
| 1993      | Michele Bedin         |                          |                      |
| 1994      | Ermanno Tonoli        |                          |                      |
| 1995      | Biagio Conte          |                          |                      |
| 1996      | Giuliano Figueras     | Michele Zamboni          | Luca Mazzanti        |
| 1997      | Flavio Farneti        | Christian Rossi          | Raffaele Ferrara     |
| 1998      | Fabio Trinci          |                          |                      |
| 1999      | Simone Cadamuro       |                          |                      |
| 2000      | Cesare Di Cintio      | Francesco Fiorenza       | Luca Mazzanti        |
| 2001      | Armands Baranovskis   | Antonio Bucciero         | Daniele Balestri     |
| 2002      | Pasquale Muto         | Mariusz Wiesiak          | Antonio Aldape       |
| 2003      | Mariusz Wiesiak       | Leonardo Branchi         | Richard Minichiello  |
| 2004      | Lorenzo Sarnataro     | Daniele Di Nucci         | Wojciech Dybel       |
| 2005      | Luca Fioretti         | Andrea Grendene          | Fabio Sabatini       |
| 2006      | Bernardo Riccio       | Matteo Busato            | Giuseppe Di Salvo    |
| 2007      | Bernardo Riccio       | Gianpolo Biolo           | Massimo Pirrera      |
| 2008      | Samuele Marzoli       | Filippo Baggio           | Andrea Grendene      |
| 2009      | Filippo Baggio        | Vitaliy Brichak          | Danilo Iannetta      |
| 2010      | Gianpolo Biolo        | Fabio Piscopiello        | Alessandro Malaguti  |
| 2011      | Nicholas Francesconi  | Matteo Collodel          | Eldar Dzhabrailov    |
| 2012      | Domenico Saldamarco   | Giuseppe Sannino         | Glauco Castellani    |
| 2013      | Giuseppe Sannino      | Francesco Bartolini      | Daniele Beghetto     |
| 2014      | Giovanni Iannelli     | Francesco Biondi         | Andrea Azzolini      |
| 2015      | Alessandro Susco      | Matteo Prata             | Pietro De Simone     |
| 2016      | Marta Bastianelli     | Anna Zita Maria Stricker | Anna Trevisi         |
| 2017      | Claudia Cretti        | Michela Balducci         | Chiara Consonni      |
| 2018      | Martina Alzini        | Martina Fidanza          | Laura Asencio        |
| 2019      | Martina Fidanza       | Laura Tomasi             | Silvia Persico       |